# 간 (음식)

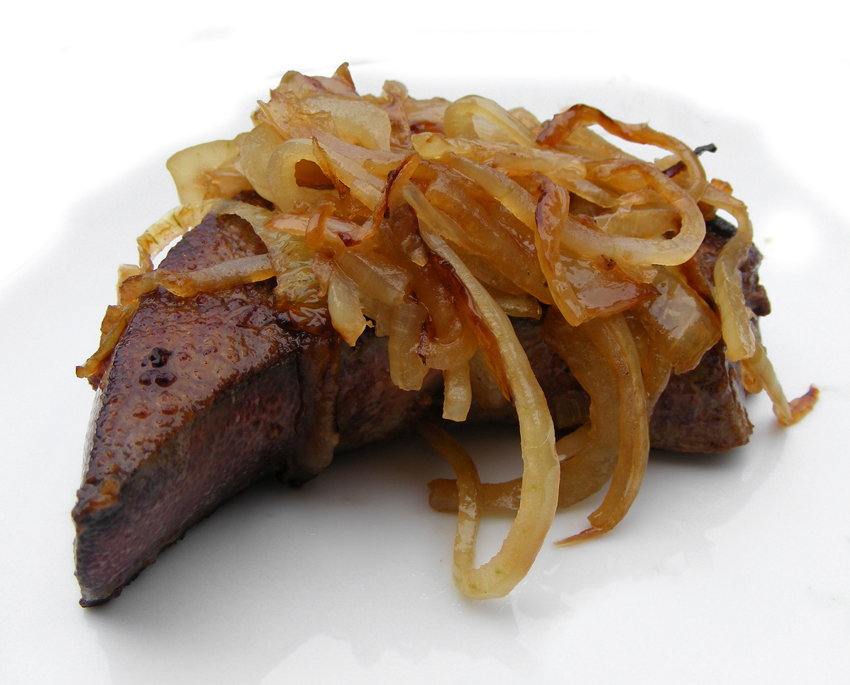
리버 앤 어니언스 돼지 간 조각

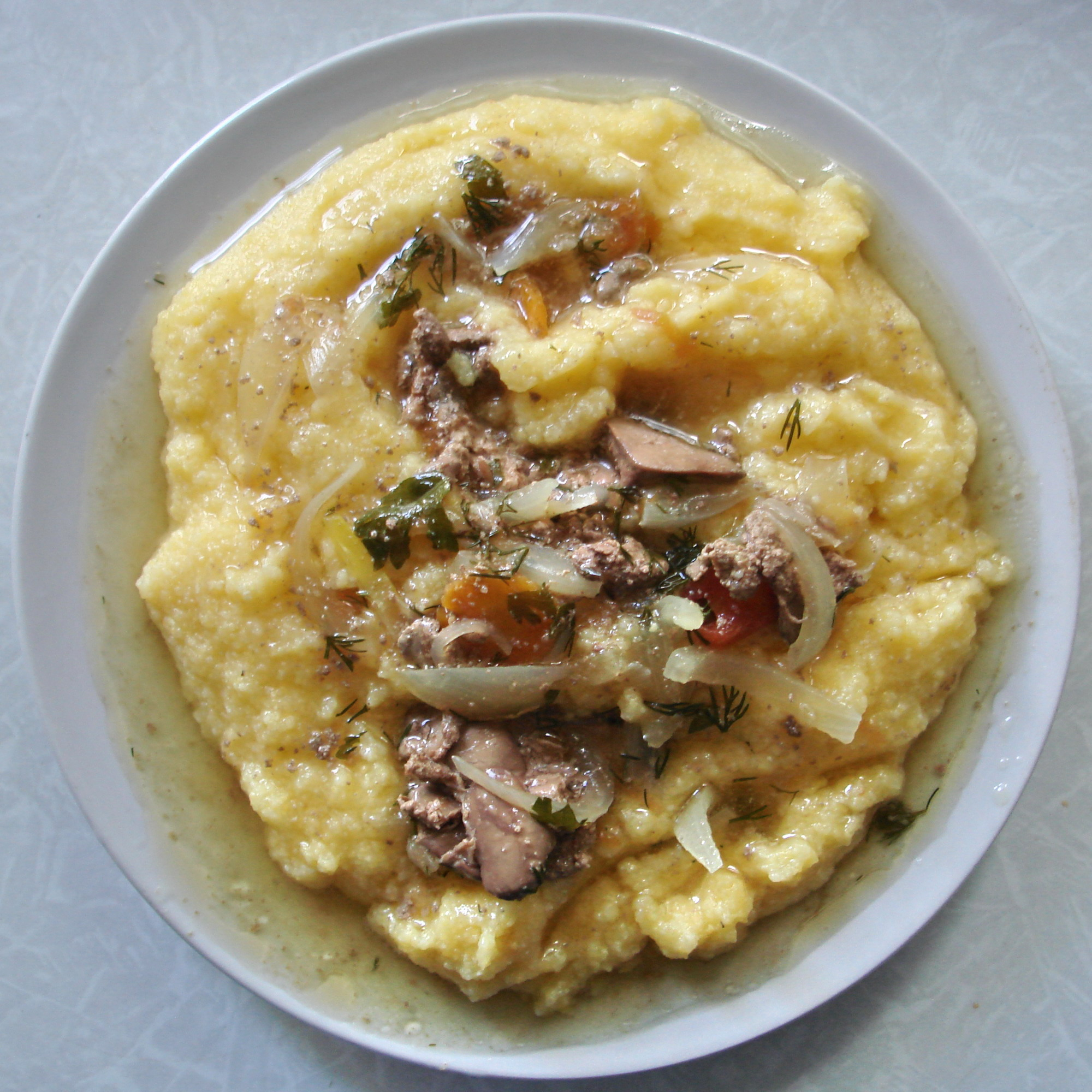
머멀리거(옥수수가루 죽)와 닭 간, 몰도바 요리

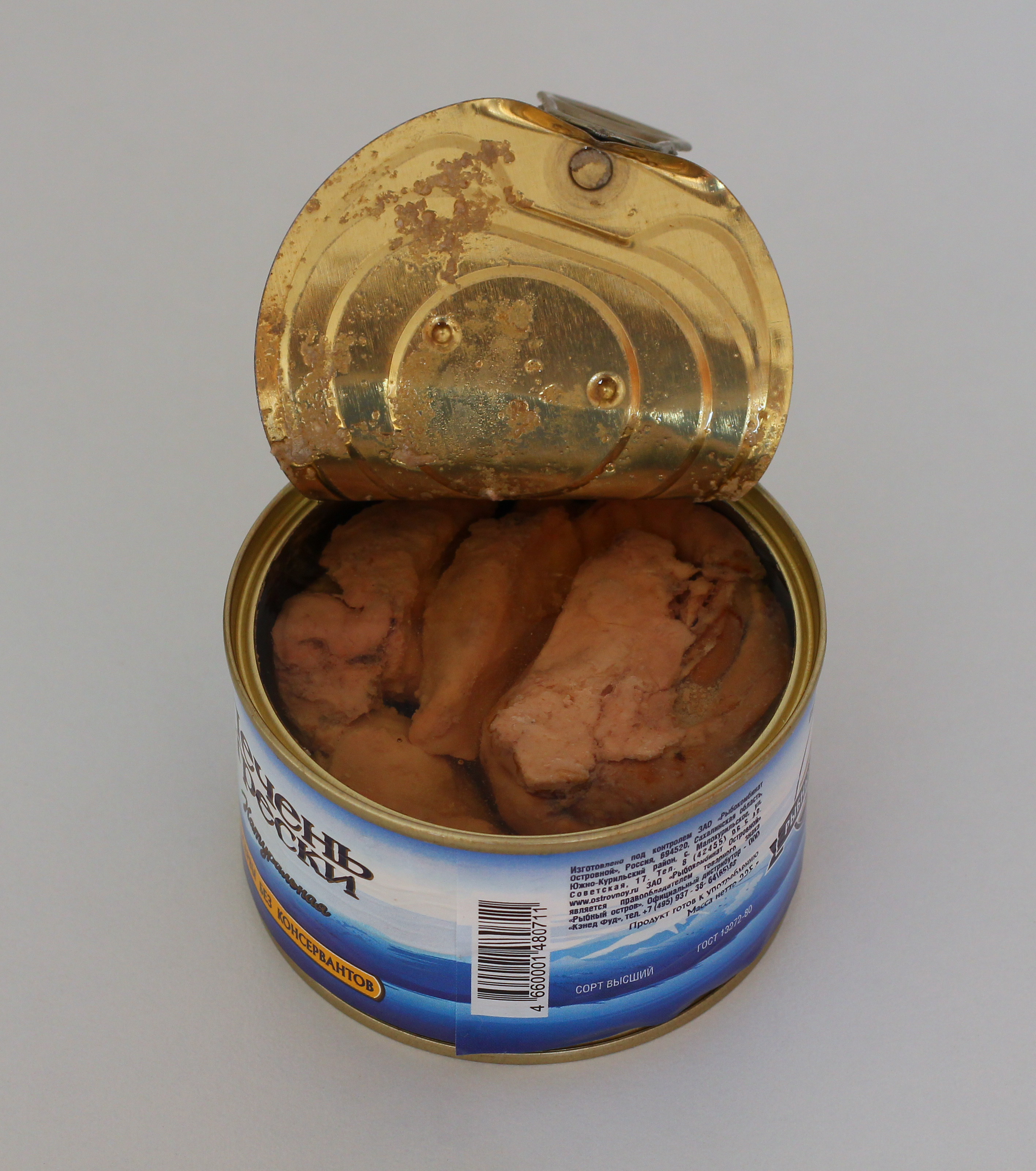
통조림 대구 간 (참고: 간유)

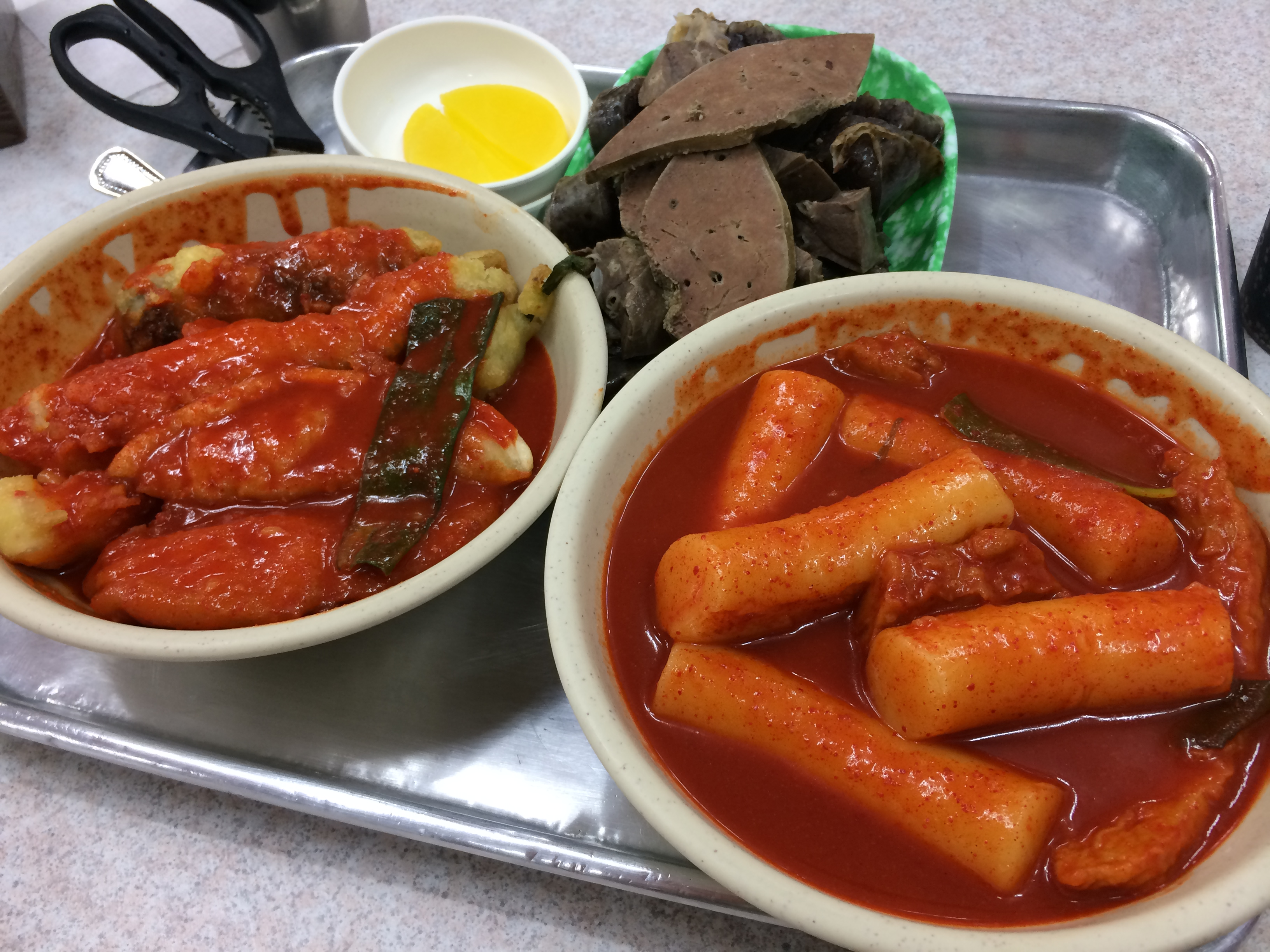
떡볶이, 순대와 돼지 간

포유류, 닭기러기류, 물고기의 간(肝)은 인간이 흔히 먹는 음식이다(부속 고기 참조). 돼지고기, 양고기, 송아지고기, 쇠고기, 닭고기, 거위 고기, 대구의 간은 정육점과 슈퍼마켓에서 널리 구할 수 있으며, 줄가오리와 모오케의 간은 일부 유럽 국가에서 흔하다.

## 영양
동물의 간은 철분, 구리, 비타민 B 복합체 및 미리 형성된 비타민 A가 풍부하다. 매일 간을 섭취하는 것은 해로울 수 있다. 예를 들어, 과도한 비타민 A를 섭취한 임산부에게서 태어난 아기에게 비타민 A 독성이 의학적 문제를 일으키는 것으로 입증되었다. 같은 이유로, 북극곰, 개, 무스와 같은 일부 종의 간을 섭취하는 것은 안전하지 않다. 소간 한 조각(68g)은 비타민 A의 관용 상한 섭취량을 초과한다(미리 형성된 비타민 A 6410 μg 대 상한 섭취량 3000 μg). 대구 간 100g에는 비타민 A 5mg과 비타민 D 100μg이 들어있다. 간에는 많은 양의 비타민 B12가 포함되어 있으며, 이것은 비타민 발견으로 이어진 요인 중 하나였다.

## 어원
간의 영단어 liver는 중세 영어 liver에서 유래했으며, 고대 영어 lifer에서, 게르만조어 *librō에서, 인도유럽조어 *leyp- "바르다, 문지르다, 붙이다"에서 유래했으며, 인도유럽조어 *ley- "끈적거리다, 끈적끈적하다, 미끄러지다"에서 유래했다. 동프리슬란트어 Lieuwer "간", 서프리슬란트어 lever "간", 네덜란드어 lever "간", 독일어 Leber "간", 덴마크어, 노르웨이어, 스웨덴어 lever "간"은 모두 고대 노르드어 lifr "간"과 동계어이다.
로망스어군에서 "간"을 나타내는 해부학적 단어(프랑스어 foie, 이탈리아어 fegato, 스페인어 hígado 등)는 라틴어 해부학적 용어인 jecur에서 유래한 것이 아니라, 요리 용어인 ficatum에서 유래했는데, 이는 글자 그대로 "무화과를 채워 넣은 것"을 의미하며, 무화과로 살찌운 거위 간(푸아그라)을 지칭한다.

## 조리법
간은 굽거나, 삶거나, 굽거나, 튀기거나, 볶거나, 날것으로 먹을 수 있다(레바논 요리의 아스베 나예 또는 사우다 나예, 간 사시미 등). 많은 조리법에서 간 조각은 중동식 믹스드 그릴의 다양한 형태에서처럼 고기 조각이나 콩팥과 결합된다(예: 메우라브 예루샬미). 간으로 만든 스프레드 또는 파테는 레버 파테, 푸아그라 파테, 게학테 레베르, 레버부르스트, 간 스프레드, 브라운슈바이가 등 다양한 이름으로 불린다. 다른 간 소시지로는 마차페가토 또는 살시차 마차 등이 있다. 남아프리카 공화국의 전통 별미인 스킬파치스(skilpadjies)는 다진 양 간을 그물 지방(caul fat)으로 싸서 불에 구운 것이다.

## 생선 간
일부 생선 간은 음식으로 가치가 있으며, 특히 줄가오리 간이 그렇다. 영국에서는 토스트 위에 올린 데친 가오리 간과 같은 별미를 만드는 데 사용되며, 프랑스 요리에서는 베니예 드 푸아 드 레(beignets de foie de raie)와 푸아 드 레 앙 크루트(foie de raie en croute)도 만든다. 대구 간(보통 기름에 절여 양념하여 제공됨)은 여러 유럽 국가에서 빵이나 토스트에 바르는 인기 있는 스프레드이다. 러시아에서는 감자와 함께 제공된다. 간유는 흔히 식이 보충제로 사용된다. 모오케 간은 핀란드에서 먹는다. 생선 판매점이나 슈퍼마켓 생선 코너에서 간과 알주머니가 붙어 있는 모오케를 파는 것이 흔하다. 이 부위는 종종 삶거나 모오케 수프에 넣어 먹는다. 모오케와 그 간은 전통적인 겨울 음식이다.

## 중독
북극곰, 바다코끼리, 턱수염물범, 허스키의 간에는 미리 형성된 비타민 A가 매우 높은 수준으로 함유되어 있을 수 있으며, 그 섭취는 여러 일화적 보고서에 따르면 비타민 A 중독(비타민 A 과다증)을 유발했다. 북극곰 간 500g을 섭취하면 사람에게 유독한 용량이 될 것으로 추정된다. 1912년 북극 얼음 위에서 탐험가 발레리안 알바노프와 함께 비극적인 시련을 겪은 러시아 선원 알렉산더 콘라드는 북극곰 간을 섭취한 끔찍한 영향에 대해 기록했다. 또한 1913년 남극 탐험대인 극동 탐험대의 더글러스 모슨과 자비에 메르츠는 허스키 간을 먹고 중독되었으며, 메르츠는 치명적인 중독을 겪었다고 믿었지만, 이 주장은 최근에 논란이 되고 있다.
일부 종의 수은 함량 또한 문제가 될 수 있다. 2012년, 캐나다 누나부트 준주 정부는 고리무늬물범 간의 유기수은 수치가 높아 임산부에게 섭취량을 줄일 것을 경고했다.
복어 간(일본에서 복어 요리로 소비되며 일본 법률에 의해 엄격하게 규제됨)의 신경독은 해당 종을 특징짓는 테트로도톡신의 가장 높은 농도를 함유하고 있다. 따라서 간은 1984년부터 제공이 불법화되었다.

## 전통
돼지 간은 하와이주의 이민 온 오키나와인들의 전통 음식이다. 신년전야에 먹곤 했다.
파키스탄과 북인도에서는 간이 전통적으로 이드 알아드하 동안 희생 동물의 첫 번째 고기로 먹힌다. 칼레지 마살라 또는 칼레지 살란은 축제 기간 내내 인기가 많다.

## 같이 보기
- 허파